# Uroteuthis pickfordae
Uroteuthis pickfordae is een inktvissensoort uit de familie van de Loliginidae. De wetenschappelijke naam van de soort werd voor het eerst geldig gepubliceerd in 1954 door William Adam als Doryteuthis pickfordi. De naam werd in de protoloog gespeld als pickfordi maar de soort werd vernoemd naar Grace Evelyn Pickford, een vrouw, en de correcte uitgang is dan -ae.